# 山口県立徳山高等学校徳山北分校
山口県立徳山高等学校徳山北分校（やまぐちけんりつ とくやまこうとうがっこう とくやまきたぶんこう）は、かつて山口県周南市大字須々万奥にあった公立高等学校。地元では北高（きたこう）の愛称で呼ばれていた。
生徒数減少に伴い分校化が検討された結果、2012年4月に敷地内に山口県立徳山高等学校徳山北分校を設置、山口県立徳山北高等学校は新規生徒募集を停止し、2014年4月から3学年とも山口県立徳山高等学校徳山北分校として一本化された。ところが、2020年7月に徳山北分校も新規生徒募集を停止することが表明された。

## 沿革
- 1944年 - 当時の山口県都濃郡須々万村に山口県立都濃農林学校として開校
- 1947年 - 山口県立都濃高等学校と改称、普通科と農業科を設置
- 1976年 - 山口県立徳山北高等学校と改称、農業科を廃止
- 2012年 - 敷地内に山口県立徳山高等学校徳山北分校を設置、徳山北高等学校は新規生徒募集を停止
- 2020年7月 - 山口県教育委員会が徳山北分校の次年度からの新規生徒募集停止を決定[1]
- 2023年
  - 3月1日 - 閉校式を行う[2]
  - 3月31日 - 閉校[3]

## 教育方針
- 個性を尊重し、誠実な人間を育成する。
- 探究的な態度を身につけさせ、学力の充実を図る。
- 心身を鍛え、強靱な精神・体力を養成する。

### 特徴ある教育活動
- 少人数編成授業
  - 第1学年の国語・数学・英語では1クラスを2グループに分け、20名程度の少人数で授業を行っている。生徒一人ひとりがきめ細かな指導を受け、学力を伸ばしている。
- 朝の10分間読書
  - 朝のSHR時に一人ひとりが自分の選んだ本を読む。落ち着いた雰囲気の中で、豊かで温かい心や共感したり感動したりする心を育む。
- 充実した進路指導
  - 全学年希望者対象の進学課外を実施し、生徒一人ひとりの進路に適した科目の学力を充実させ、大きな成果を上げている。大学・短大などから講師を招いて進路説明会を開き、早い時期から一人ひとりの進路意識を高めている。

## 著名な卒業生
- 白珠イチゴ （お笑いタレント）
- ふく子（お笑いタレント、山口ふく太郎・ふく子）